# Mrčara
Koordinati:   42°46′08″N, 16°47′22″E
Mrčara je nenaseljen otoček v Jadranskem morju, ki pripada Hrvaški.
Mrčara leži zahodno od otočka Prežba pri Lastovu. Otočka Prežbo in Mrčaro ločuje ozek, okoli 0,3 km širok in do 50 m globok preliv. Površina otočka meri 1,45 km². Dolžina obalnega pasu je 7,79 km. Najvišji vrh je visok 123 mnm